# Cyclura cychlura ssp. cychlura
Cyclura cychlura ssp. cychlura је гмизавац из реда Squamata и фамилије Iguanidae. 

## Угроженост
Ова врста се сматра угроженом.

## Распрострањење
Ареал врсте је ограничен на једну државу. 
Бахамска острва су једино познато природно станиште врсте.

## Начин живота
Врста Cyclura cychlura ssp. cychlura прави гнезда. 